# حوت
الحوت (بالإنجليزية: Whale) هو اسم شائع يطلق على ثدييات بحرية مختلفة من رتبة الحيتانيات. يطلق مصطلح حوت أحيانًا على جميع الحيتانيات ولكن في الغالب تستبعد كل من الدلافين وخنازير البحر، التي تنتمي إلى رتبة الحيتان المسننة (باللاتينية: Odontoceti) كما تشمل هذه الرتبة أيضًا حوت العنبر، والحوت القاتل، والحوت المُرشد، والحوت الأبيض. توجد فصيلة أخرى تسمى الحيتان البالينية (باللاتينية: Mysticeti) وتضم الحيتان الترشيحية التي تأكل الكائنات الصغيرة بعد اصطيادها، بواسطة ترشيح مياه البحر من خلال الهيكل المشطي الموجودة في الفم ويسمى البلين. وتشمل هذه الفصيلة الحوت الأزرق، والحوت الأحدب، والحوت المقوس الرأس، وحوت المنك. تمتلك جميع الحيتان أطراف أمامية على شكل زعانف، وذيل أفقي، وفتحات أنف في الجزء العلوي من الرأس. كان البشر يصطادون الحيتان لقرون خلت للحمها وكمصدر للمواد الأولية الثمينة كالزيت للإضاءة.

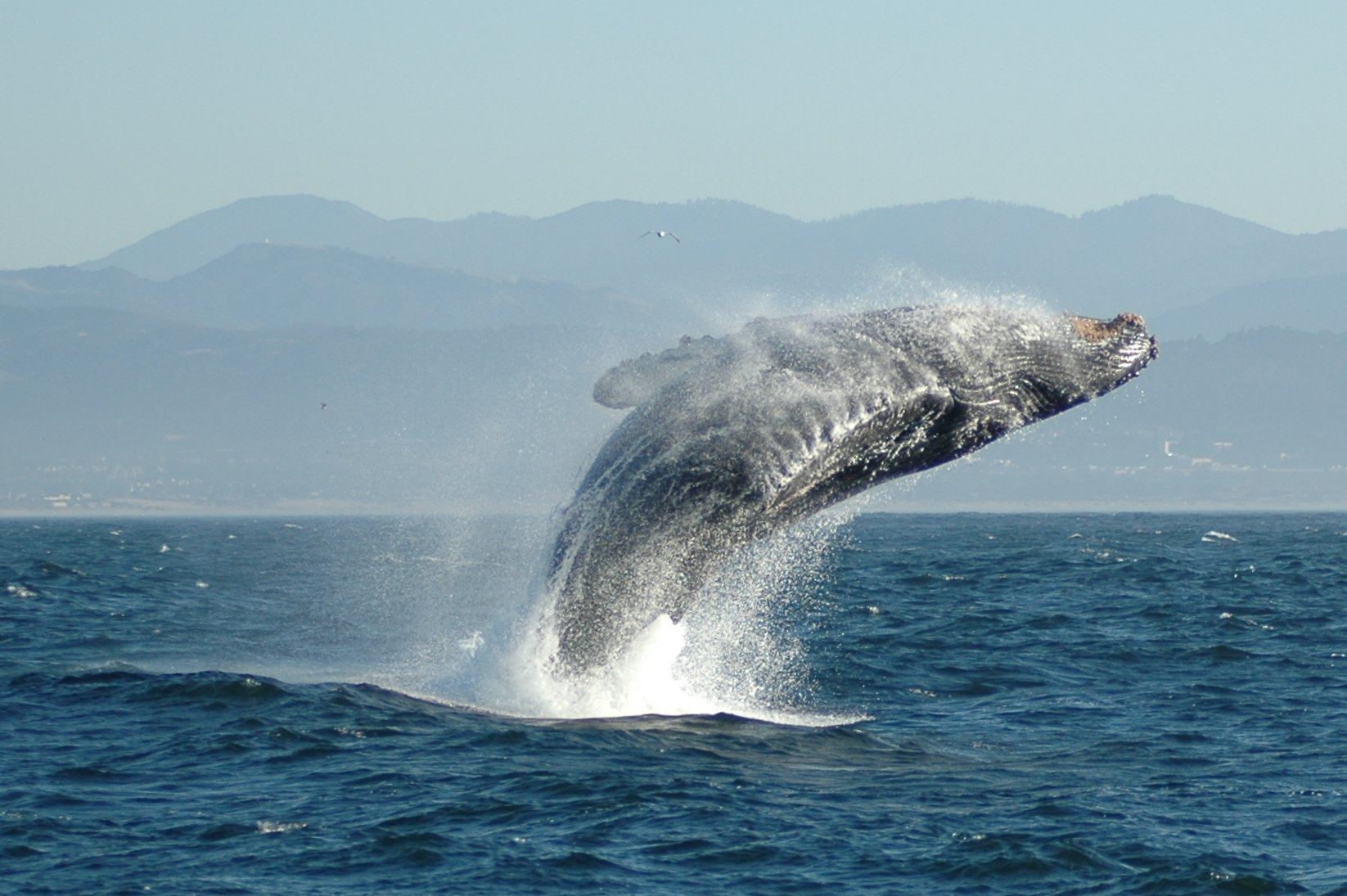
حوت أحدب

## التشريح
تمتلك الحيتان أجسام ذات شكل طوربيدي ورقاب غير مرنة، وأطراف معدلة في صورة زعانف، وبقايا أذن خارجية غير موجودة. كما تمتلك الحيتان ذيول كبيرة، ورؤوس مستوية باستثناء الحيتان المنقارية. تمتلك جماجم الحيتان مدارات صغيرة في العين، ونقاط خيطية طويلة باستثناء الحيتان المُسننة والحيتان المنقارية، وعيون معلقة على جانبي رأسها. ويتراوح حجم الحيتان من الحوت القزم البالغ طوله 2.6-متر (8.5 قدم) و 135 كيلوغرامًا (298 رطالًا) إلى الحوت الأزرق الذي يبلغ طوله 34 مترًا (112 قدمًا) و 190 متريًا (210 طنًا قصيرًا). يعتبر الحوت الأزرق أكبر مخلوق على وجه الأرض. يصب حجم العديد من الأنواع التي لديها مثنوية الشكل الجنسي في مصلحة الأنثى بشكل أكبر، إذ تكون الإناث أكبر من الذكور باستثناء حوت العنبر الذي تكبر ذكوره الإناث.
وتمتلك الحيتان المسنّنة مثل حوت العنبر أسنان مع خلايا مبطنة بالعاج. وعلى عكس أسنان الإنسان التي تتكون معظمها من المينا على جزء الأسنان خارج اللثة، تمتلك أسنان الحوت ملاط خارج اللثة. يُكسى الملاط فقط في الحيتان الكبيرة بعيدًا عن طرف السن وتظهر المينا. تمتلك الحيتان البالينية لها عظامًا مصنوعة من الكيراتين بخلاف الأسنان. وتمتلك الحيتان البالينية فتحتان للنفث، على عكس الحيتان المسنّنة التي تمتلك فتحة واحدة فقط.
تتكون عملية التنفس في الحيتان من طرد الهواء من خلال فتحة النفث في صورة نافورة قوية وغليظة، متبوعة باستنشاق الهواء النقي في الرئتين. يمكن لرئتي الحوت الحدباء استنشاق ما يقرب من حوالي 5000 لتر من الهواء. تختلف أشكال فتحات النفث بين أنواع الحيتان المختلفة، مما يسهل التعرف عليها.
يزن قلب الحوت حوالي 180-200 كغ. تعتبر قلوبها أكبر بـ640 ضعفًا من قلب الإنسان. كما يُعتبر قلب الحوت الأزرق أكبر قلب بين الحيوانات، وقد وُصفت جدران الشرايين في القلب بأن ثخانتها تُماثل ثخانة طول هاتف محمول من نوع آي فون 6 بلس.
تمتلك جميع الحيتان طبقة سميكة من الشحم. في الأنواع التي تعيش بالقرب من القطبين، يمكن أن يصل سمك الجلد إلى 11 بوصة. يمكن أن يساعد هذا الشحم في زيادة الطفو وهو أمر مفيد لحوت يبلغ وزنه 100 طن، ويحميه إلى حد ما حيث أن المفترسات ستواجه صعوبة في الحصول على طبقة سميكة من الدهون، والطاقة اللازمة للصيام عند الانتقال إلى خط الاستواء. استخدم الإنسان تلك اللشحوم بشكل لحمايته من المناخ القاسي. يمكن أن تشكل ما يصل إلى 50 ٪ من وزن جسم الحوت. تولد حيتان العجول بطبقة رقيقة فقط من الشحوم، ولكن تُعوّض بعض الأنواع هذا الأمر بوجود طبقات سميكة من الوبر.
تحتوي الحيتان على معدة من غرفتين إلى ثلاث غرف تشبه بنية الحيوانات البرية. وتحتوي الحيتان البالينية على معدة غدية كامتداد للمريء مما يساعدها على هضم الطعام بصورة أفضل، وتمتلك الحيتان أيضًا غرف معدية و بواب.

## الحركة
تمتلك الحيتان اثنين من الزعانف على جبهتها، وزعنفة بالذيل، وتحتوي الزعانف على أربعة أصابع. وعلى الرغم من عدم امتلاك الحيتان لأطراف سفلية مُطورة تمامًا، إلا أن بعض الأنواع مثل حوت العنبر والحوت المنقاري تمتلك أطرافًا بدائية منفصلة قد تحتوي على أقدام وأصابع. تعتبر الحيتان كائنات تسبح بسرعة كبيرة مُقارنةً مع كلاب البحر، والتي عادةً ما تتحرك بسرعة 5 - 15 عقدة، أو 9-28 كيلومتر في الساعة (5.6 - 17.4 ميل في الساعة). تستطيع الحيتان بالمقارنة أن تسبح بسرعة تصل إلى 47 كيلومتر في الساعة (29 ميل في الساعة) . كما تصل سرعة حوت العنبر إلى 35 كيلومتر في الساعة (22 ميل في الساعة). يقلل دمج فقرات الرقبة في الحيتان، مع زيادة الثبات عند السباحة بسرعات عالية من مرونتها. لا تستطيع الحيتان أ، تقوم بإدارة رؤوسها. فعند السباحة، تعتمد الحيتان على زعنفة الذيل التي تدفعها عبر الماء في حركة مستمرة. تسبح الحيتان عن طريق تحريك زعنفة الذيل وجسمها السفلي صعودًا وهبوطًا، دافعةً نفسها من خلال الحركة العمودية، في حين تستخدم الزعانف الخاصة بها بشكل رئيسي للتوجيه. كما تخرج بعض الأنواع من الماء، مما قد يسمح لها بالحركة بشكل أسرع. كما يسمح تشريح الهيكل العظمي للحيتان بأن تكون كائنات سريعة السباحة لامتلاك معظم الأنواع لزعنفة ظهرية.
تتكيف الحيتان على الغوص إلى أعماق كبيرة. فبالإضافة إلى أجسادهم المبسطة، يمكنهم إبطاء معدل ضربات القلب للحفاظ على الأكسجين. كما يمكنهم تحويل مسار الدم من الأنسجة المتحملة لزيادة ضغط الماء إلى القلب والدماغ بين الأعضاء الأخرى. يخزن الهيموجلوبين والميوغلوبين في أجساد الحيتان الأكسجين في أنسجة الجسم. ولأن الحيتان لديها نقص في تركيز الهميوغلوبين عن الهيموجلوبي، يُظهر العديد من الحيتان سلوكًا يُعرف باسم السبر قبل الغوص لأعماق طويلة. في ذلك السلوك المعروف بالسبر، تظل الحيتان على مقربة من السطح مع القيام بالعديد من الغوص لأعماق ضحلة؛ كي تستطيع أجسادهم إعادة تخزين الأكسجين، ومن ثم إصدار صوت أثناء الغطس.

### الحواس

تحديد موقع الفريسة عبر الرصد بالصدى عند الحيتانيات.

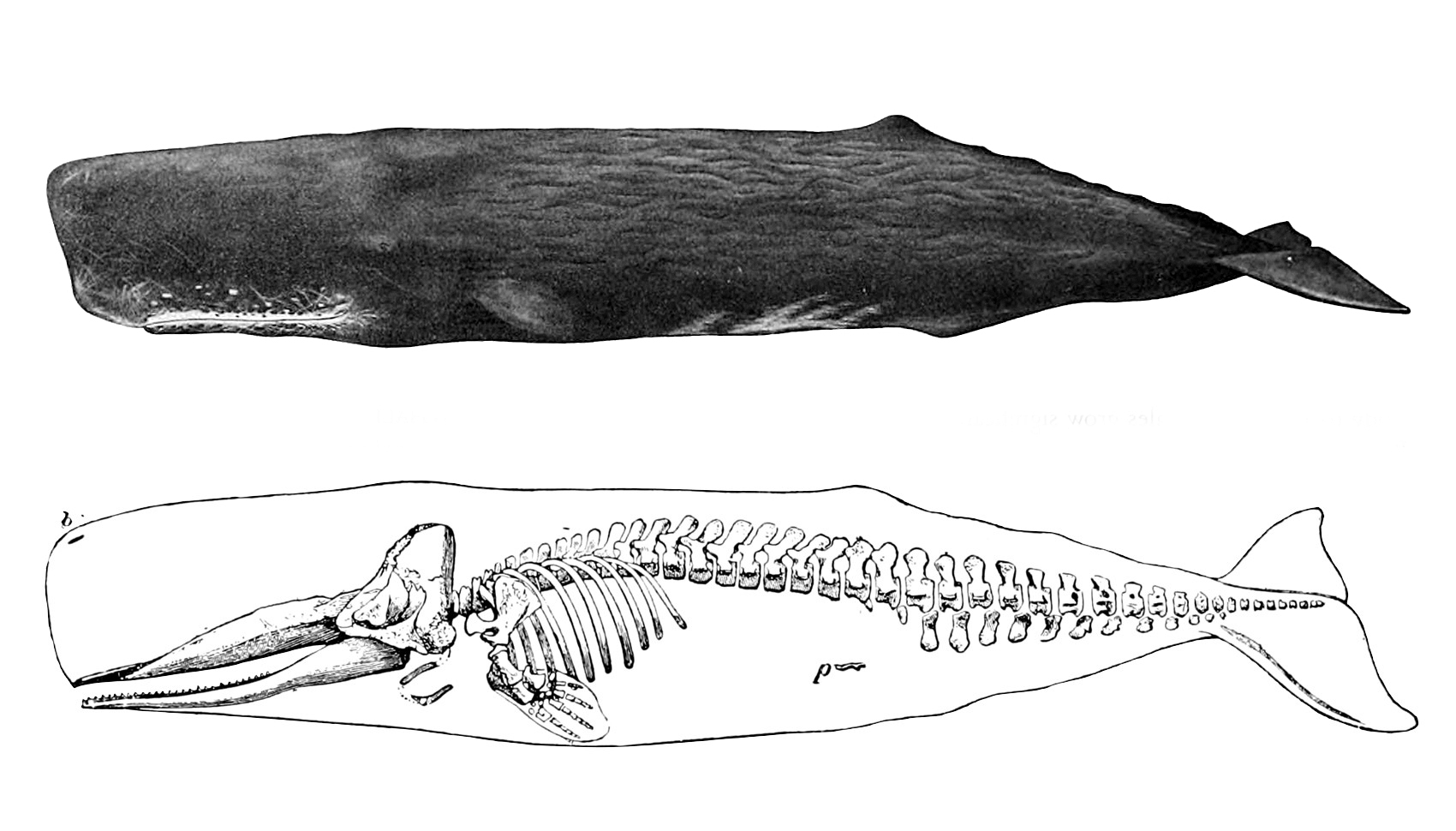
الهيكل العظمي لحوت العنبر، رسم يعود لعام 1894 لريشارد ليديكر.

تحتوي أذن الحوت على آليات تكيف محددة مع البيئة البحرية. تعمل الأذن الوسطى في البشر لمعادلة المقاومة المنخفضة للهواء الخارجي ومقاومة سائل القوقعة. لا يوجد فرق كبير بين البيئة الخارجية والداخلية في الحيتان والثدييات البحرية الأخرى. فبدلًا من الصوت الذي يمر عبر الأذن الخارجية إلى الأذن الوسطى، تتلقى الحيتان صوتًا عبر الحلق، والذي يمر من خلال تجويف قليل الدهون قبل الأذن الداخلية. تُعزل أذن الحوت عن الجمجمة بواسطة الجيوب الأنفية المملوءة بالهواء، والتي تسمح بسماع اتجاهي أكبر تحت الماء. تُرسل الحيتان المُسنّنة نقرات عالية التردد من العضو بيضاوي الشكل يُعرف بالبطيخة. يتكون عضو البطيخة من الدهون، وتحتوي جمجمة أي مخلوق يحتوي على البطيخة على منخفض واضح الشكل. يختلف حجم البطيخة بين الأنواع كلما زاد اعتمادها عليه. ععلى سبيل المثال، تمتلك الحيتان المنقارية انتفاخ صغير على قمة جمجمتها، في حين تمتلك حيتان العنبر بطيخة بحجم كبيرعلى قمة جمجمتها.
تُعتبر عين الحوت صغيرة نسبيًا بالنسبة لحجمها، ومع ذلك هي تحتفظ بقدرة جيدة على الإبصار. بالإضافة إلى ذلك، تفح عيون الحوت على جانبي رأسه، بحيث تتكون رؤيته من حقلين بدلاً من الرؤية المجهرية مثل البشر. تُمكن عدسات الحيتان وقرنيتها من تصحح قصر النظر الناتج عن انكسار الضوء، كما تحتوي تحتوي على خلايا عصوية وخلايا مخروطية، مما يعني أنها يمكن أن تُبصر تحت ظروف الضوء الخافت والمشرق، لكنها تمتلك خلايا عصوية بكمية أكبر من الخلايا المخروطية. وتفتقر الحيتان مع ذلك إلى الأصباغ البصرية الحساسة ذات الطول الموجي القصير في خلاياها المخروطية، مما يشير إلى قدرتها محدودة على الرؤية الملونة بخلاف معظم الثدييات. تمتلك معظم الحيتان عيون مُسطّحة، وحدقات ضخمة تتقلص عند خروجها للسطح لمنع حدوث أضرار، وقرنيات مفلطحة قليلاً، وبساط شفاف. تسمح تلك التعديلات في العين للكميات الكبيرة من الضوء بالمرور، وبالتالي تحصل الحيتان على صورة واضحة جدًا للمنطقة المحيطة بها. كما تملتك الحيتان أيضًا غدد على جفونها وطبقة ظهارة القرنية تعمل كحماية للقرنية.

### التواصل
من المرجح أن يخدم غناء الحوت عدة أغراض. تتواصل بعض الأنواع مثل الحوت الأحدب باستخدام أصوات لحنية تعرف باسم صوت الحوت. قد تكون هذه الأصوات عالية للغاية، ويتوقف هذا على الأنواع. قد تتواصل الحيتان الحدباء فقط باستخدام ما يُسمّى بالنقرات، في حين تستخدم الحيتان المسننة موجات السونار والتي قد تُولد ما يصل إلى 20000 واط من الصوت (+73 ديسبل) أو +43 ديسيبل واط، وتُسمع لأميال كثيرة.
اشتهرت الحيتان الأسيرة في بعض الأحيان بتقليد الكلام البشري. اقترح العلماء أن هذا يدل على وجود رغبة قوية عند الحيتان للتواصل مع البشر. وحيث أن الحيتان لديها آلية صوتية مختلفة جدًا، لذا يتطلب تقليد الكلام البشري مجهودًا كبيرًا.
ينبعث من الحيتان نوعين مختلفين من الإشارات الصوتية، والتي تُسمى الصافرات والنقرات: النقرات هي نبضات سريعة عريضة النطاق، تُستخدم للرصد بالصدى عند الحيوانات، على الرغم من أن بعض أصوات النطاق العريض ذات التردد المنخفض قد تخدم غرضًا غير إيكولوجيًا مثل الاتصال بين الحيتان البيضاء على سبيل المثال. تنطلق النبضات في قطار نقر على فترات تتراوح بين 35-50 ميلي ثانية، وتكون هذه الفواصل بين النقرات بشكل عام أكبر قليلاً من وقت الصوت ذهابًا وإيابًا إلى الهدف. النوع الثاني هو الصافرات، وهي إشارات ترددية ضيقة النطاق، وتُستخدم لأغراض التواصل مثل مكالمات الهاتف.

### ذكاء الحيتان
من المعروف أن الحيتان تقوم بالتعلم والتعاون والتخطيط والحزن. تحتوي القشرة المخية للعديد من أنواع الحيتان على خلايا عصبية مغزلية مُطولة والتي كانت معروفة قبل عام 2007 فقط في الأجنة تشارك هذه الخلايا عند البشر في السلوك الاجتماعي، والعواطف، والحكم، ونظرية العقل. يتشابه مكان وجود تلك الخلايا العصبية المغزلية المُطولة في الحيتان مع البشر، مما يُشير إلى أنها تؤدي وظيفة مماثلة.
كان حجم الدماغ يُعد سابقًا مؤشرًا رئيسيًا على ذكاء الحيوان. وبما أن معظم الدماغ يُستخدم للحفاظ على وظائف الجسم، فإن زيادة نسب الدماغ إلى كتلة الجسم قد تزيد من حجم القشرة المخية المُتاحة للمهام المعرفية الأكثر تعقيدًا. يُشير تحليل قياس التنامي إلى أن حجم الدماغ في الثدييات يُقاس تقريبًا عند ⅔ أو ¾ من كتلة الجسم. وبمقارنة حجم دماغ حيوان معين مع حجم الدماغ المتوقع استنادًا إلى مثل هذا التحليل المُتنامي، يتوفّر حاصل مؤشر الدماغ الذي يمكن استخدامه كمؤشر آخر على ذكاء الحيوان. تمتلك حيتان العنبرأكبر كتلة دماغية لأي حيوان على وجه الأرض، بمتوسط 8000 سم مكعب (490 بوصة) و 7.8 كيلوجرام (17 رطلاً) عند الذكور الناضجين، مقارنةً بمتوسط دماغ الإنسان الذي يبلغ متوسطه 1,450 سنتيمترًا مكعبًا (88 بوصة) في الذكور الناضجين. تأتي معدلات كتلة الدماغ إلى الجسم في بعض الحيتان المُسنّنة مثل الحيتان البيضاء وحيتان كركدن البحر في المرتبة الثانية بعد البشر.
ومن المعروف أن الحيتان الصغيرة تتشارك في سلوك اللعب المعقد، والذي يتضمن أشياء مثل إنتاج دوامة هوائية حلزونية تحت الماء أو حلقات فقاعية. توجد طريقتان رئيسيتان لإنتاج حلقة الفقاعة: النفخ السريع لانفجار الهواء في الماء والسماح له بالارتفاع إلى السطح، أو تشكيل حلقة والسباحة بشكل متكرر في دائرة ثم التوقف لإدخال الهواء بشكل حلزوني مما يشكل تيارات دوامية. كما يبدو أن الحيتان الصغيرة تستمتع بقضم حلقات الدوامة، بحيث تنفجر في العديد من الفقاعات المنفصلة ثم ترتفع بسرعة إلى السطح، ويعتقد البعض أن هذه إحدى وسائل التواصل في الحيتان. ومن المعروف أيضًا أن الحيتان تنتج شِباك فقاعات بغرض البحث عن الطعام.

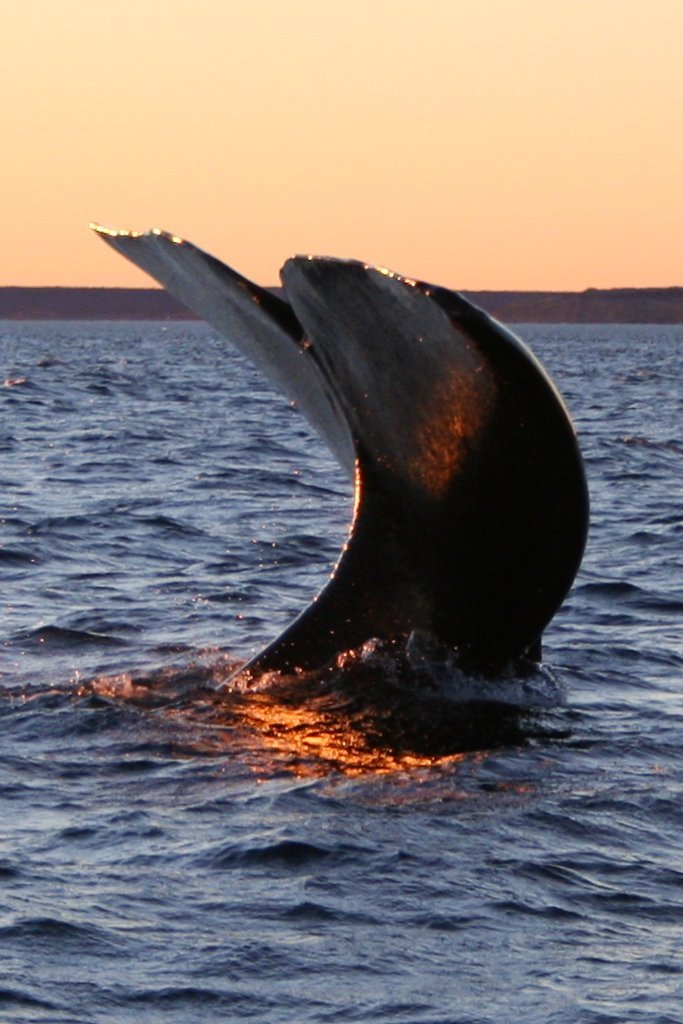
الحوت الصائب الجنوبي

ويُعتقد أيضًا أن الحيتان الأكبر حجمًاتُشارك إلى حدٍ ما في اللعب. فعلى سبيل المثال، يرفع الحوت الصائب الجنوبي ذيله فوق الماء، ويبقى في نفس الوضع لفترة طويلة من الزمن فيما يُعرف باسم إبحار الحيتان. يُعتقد أن هذا شكل من أشكال اللعب ويظهر بشكل شائع قبالة سواحل الأرجنتين وجنوب أفريقيا. تشتهر الحيتان الحدباء من بين الأنواع الأخرى بهذا السلوك.

### دورة الحياة
الحيتان كائنات مائية بالكامل، مما يعني اختلاف سلوكياتها عند الولادة والمغازلة اختلافًا كبيرًا عن المخلوقات الأرضية وشبه المائية. ولأن الحيتان غير قادرة على الذهاب إلى الأرض لحماية صغارهم، تولَد أجنتهم من ذيولها أولًا. يمنع هذا الجنين من الغرق سواءًا عند أو أثناء الولادة. تقوم الحيتان بضخ الحليب في فم صغارها لإطعامها. ولكونها من الثدييات، تمتلك الحيتان غدد تصنع الحليب لصغارها التي تُفطم عند 11 شهرًا من العمر. يحتوي هذا الحليب على كميات عالية من الدهون والتي تهدف إلى تسريع نمو الشحوم. كما يحتوي على الكثير من الدهون التي يتشابه تركيبها مع معجون الأسنان. تلد الإناث صغيرًا واحدًا مع فترة حمل تستمر لمدة عام تقريبًا، وتتابعه بالرعاية حتى سنة أو سنتين، ثم فترة نضج تصل إلى حوالي سبع إلى عشر سنوات، ويتفاوت هذا بين الأنواع. يتسبب هذا النمط من التكاثر في قلة ذرية الحيتان، ولكنه يزيد من احتمال بقاء كل منهما. تتحمل الإناث المُشار إليها باسم الأبقار مسؤولية رعاية صغارها، بينما لا تلعب الذكور المُشار إلى هم باسم الثيران أي دور فيرعاية الصغار.
تُقيم معظم الحيتان البالينية في القطبين. لذا تهاجر تلك الفصيلة في مواسم التزاوج لحماية صغيرها الذي لم يولد بعد من الموت بسبب قضمة الصقيع. وتبقى تلك الحيتان هناك لبضعة أشهر حتى تُطوّر صغارها ما يكفي من الدهن لتحمل درجات الحرارة المنخفضة جدًا في القطبين. تتغذى صغار الحيتان المُشار إليها باسم العجول حتى ذلك الحين على الحليب الدهني للأم. باستثناء الحيتان الحدباء، لم يُحدد بشكل دقيق إلى حد كبير موسم هجرة الحيتان. وينتقل معظمهم من القطب الشمالي أو القطب الجنوبي إلى المناطق المدارية للتزاوج، ولتربية الصغار وتعليمهم خلال فصلي الشتاء والربيع. تهاجر الحيتان مرة أخرى إلى القطبين في أشهر الصيف الدافئة، لذلك يمكن أن يستمر الصغار في النمو بينما تستطيع الأم الاستمرار في الأكل، لأنها تصوم في مناطق التكاثر. يعتبر الحوت الصائب الجنوبي الاستثناء الوحيد لذلك النمط من دورة الحياة؛ إذ تهاجر الحيتان إلى باتاغونيا وغرب نيوزيلندا، وكلاهما خارج المنطقة الاستوائية.

### النوم
تنام الحيتان وهي واعية خلافًا لمعظم الحيوانات. تنام جميع الثدييات، لكن لا تستطيع الحيتان تحمل فقدان الوعي لفترة طويلة لأنها قد تغرق. وبما أن قدرة النوم في الحيتان البرية محدودة، فقد تم تسجيل أن الحيتان المُسنّنة قد ينام جانب واحد من أدمغتها في كل مرة، لذا يتمكنون من السباحة والتنفس وتجنب الفصائل المفترسة الأخرى والاتصال الاجتماعي خلال فترة النوم.
وجدت دراسة أُجريت عام 2008 أن حيتان العنبر تنام في وضعية رأسية تحت سطح الماء عند الغطص لمستويات ضحلة بصفة عامة خلال النهار، حيث لا تستجيب الحيتان للسفن المارة إلا إذا كانت على اتصال، مما يؤدي إلى اقتراح أن الحيتان ربما تنام خلال تلك الفترات من الغطس.

## علم البيئة

### البحث عن الطعام وافتراسه

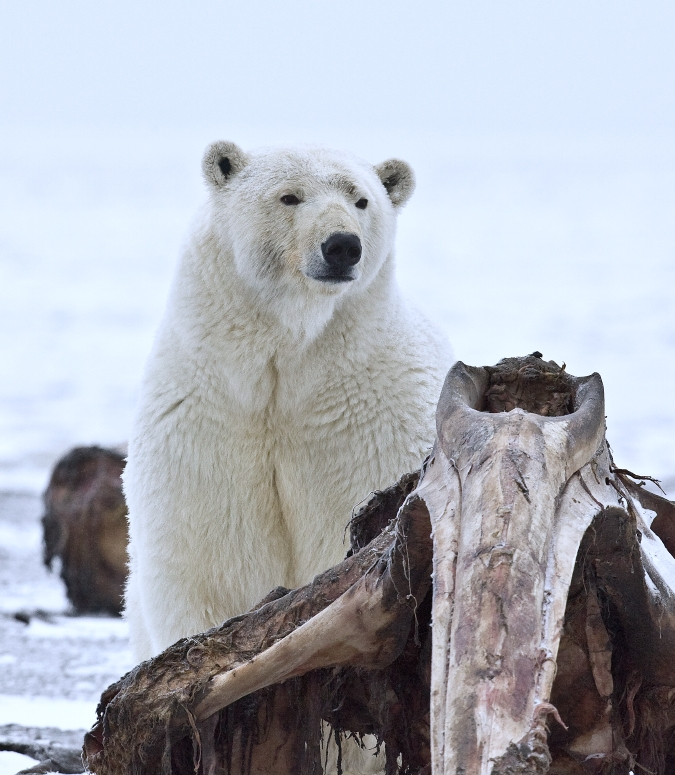
دب قطبي مع بقايا حوت أبيض

تُصنّف جميع الحيتان كحيوانات آكلة للحوم ومفترسة. غالبًا ما تتغذى الحيتان المُسنّنة بشكل عام على الأسماك ورأسيات القدم، ثم تتبعها القشريات وذوات الصدفتين. تُعتبر جميع الأنواع البحرية مغذيات عامة للحيتان. تتغذى الحيتان البالينية بشكل عام على الكريليات والعوالق، يتبعها القشريات واللافقاريات الأخرى. ويوجد عدد قليل من الحيتان التي تتغذى على نوع ما بشكل حصري. ومن الأمثلة على ذلك، الحوت الأزرق الذي يأكل الكريليات بشكل حصري تقريبًا، وحوت المنك الذي يأكل السمك بشكل أساسي، وحوت العنبر الذي يأكل الحبار بشكل أساسي، والحوت الرمادي الذي يتغذى على اللافقاريات التي تعيش في القاع. تعمل أسنان الحيتان البالينية، بإزالة العوالق من الطعام قبل ابتلاعه كمنخل أو ورقة ترشيح. عادةً ما تصطاد الحيتان بشكل فردي، ولكنها تصطاد أحيانًا بشكل تعاوني في مجموعات صغيرة. تنتهج الحيتان السلوك الفردي في الصيد عند صيد السمك، أو اللافقاريات المتحركة بطيئة الحركة أو الفريسة الطاردة للحرارة. عندما تتوافر كميات كبيرة من الفرائس، تصطاد الحيتان بشكل تعاوني في مجموعات صغيرة. قد تتغذى بعض الحيتان مع أنواع أخرى من الحيوانات، مثل الأنواع الأخرى من الحيتان أو أنواع معينة من زعنفيات الأقدام.
لا تكون الحيتان الكبيرة مثل الحيتان البالينية عُرضةً للافتراس، بينما تظل الحيتان الأصغر، مثل الحيتان المُسنّنة أو الحيتان المنقارية عُرضة للافتراس. تُفترس هذه الأنواع من قبل الحوت القاتل أو كما تُسمّى بالأوركا. ولإخضاع وقتل الحيتان، تمسك الأوركا بها باستمرار من رؤوسهم. يمكن أن يقتل هذا أحيانًا الحيتان، أو يجرحهم بشدة. وعادةً ما يتم اصطيادهم من قبل مجموعات من 10 أو أقل من الأوركاس، ولكنهم نادرًا ما يتعرضون لهجوم من قبل حوت واحد بشكل فردي. تُفترس صغار الحيتان بشكل أكثر شيوعًا بواسطة الأوركاس، ولكنها تستطيع استهداف البالغين أيضًا.

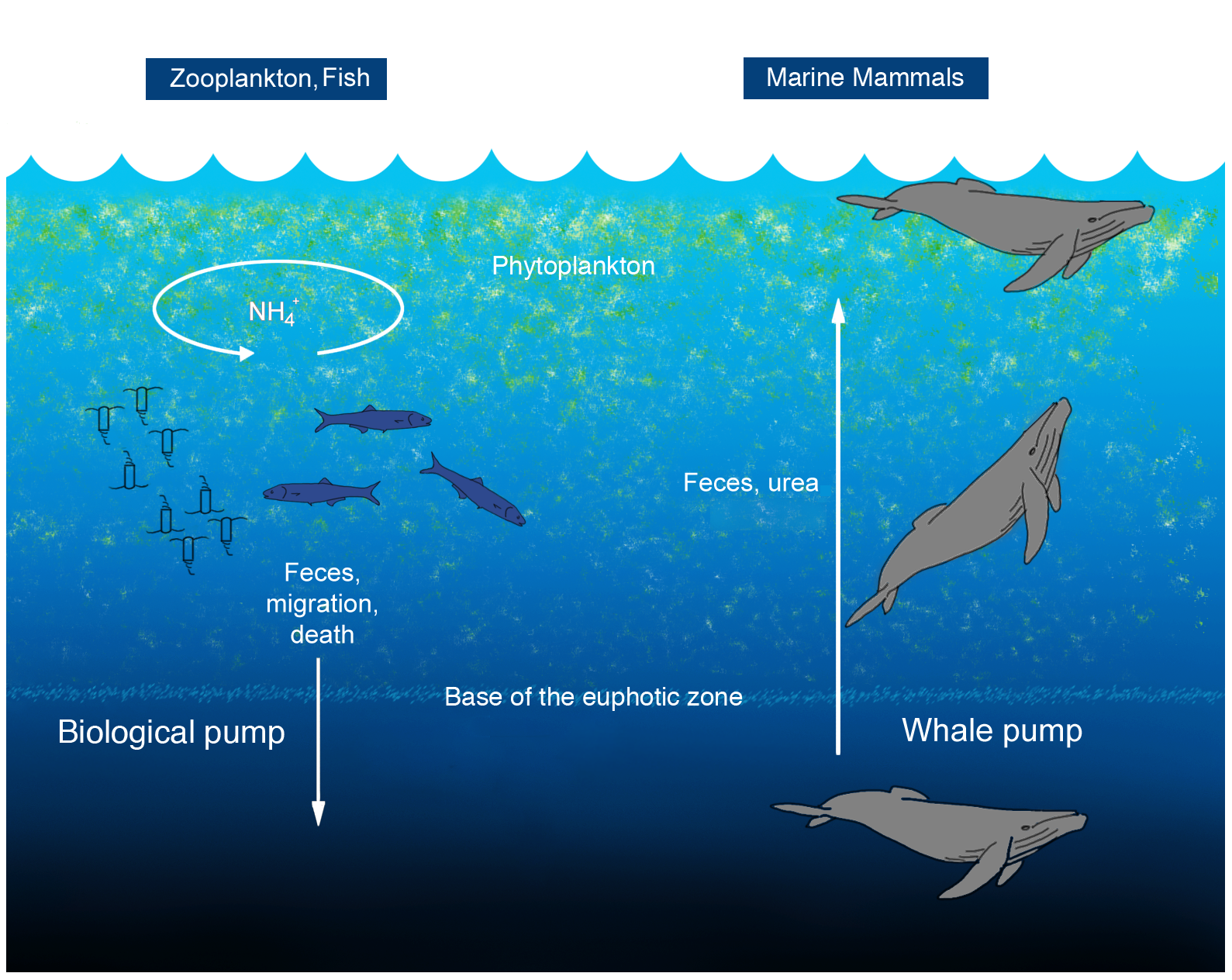
مضخة الحيتان التي تحمل المغذيات مثل النيتروجين من الأعماق إلى السطح

وتُستهدف هذه الحيتان الصغيرة أيضُا من الحيوانات المفترسة الأرضية أو الجليدية. تصطاد الدببة القطبية الحيتان الموجودة بالمناطق القطبية. ومن المعروف أن الدببة تستخدم تكتيكات الجلوس والانتظار بالإضافة إلى المطاردة النشطة والسعي وراء الفريسة على الجليد أو الماء. تقلل الحيتان من فرصة افتراسها عن طريق التجمع في مجموعات. يعني هذا وجود مساحة أقل حول فتحة التنفس حيث أن الثلج يغلق الفجوة ببطء. عند الخروج في البحر، تغوص الحيتان بعيدًا عن متناول الحيتان القاتلة التي تظل عادةً عند مستويات ضحلة. عادة ما تنجح هجمات الدب القطبي على الحيتان وكركدنيات البحر في فصل الشتاء، ولكنها نادرًا ما تسبب أي ضرر في الصيف.

### مضخة الحيتان
وجدت دراسة أُجريت عام 2010 أن الحيتان لها تأثير إيجابي على إنتاجية مصائد أسماك المحيطات، في ما أطلق عليه مضخة الحيتان. تحمل الحيتان المغذيات مثل النيتروجين من الأعماق إلى السطح. تعمل هذه المضخات كمضخة بيولوجية تصاعدية، وتعكس افتراضًا سابقًا بأن الحيتان تعمل على تسريع فقدان المغذيات إلى القاع. تفرغ هذه المضخة النيتروجينية في خليج مين وهو واحد من أكبر مداخل جميع الأنهار مجتمعة في الخليج حوالي 23000 طن متري (25,000 طن قصير) من المغذيّات كل عام. تبرز الحيتان على سطح المحيط، وتعتبر تلك الظاهرة مهمة لمصايد الأسماك لتوفيرها الحديد والنيتروجين. تُخرج الحيتان فضلاتها في شكل سائل، وبدلأ من الغوص إلى أعماق المحيط يبقى على السطح حيث تتغذى عليه العوالق النباتية.

## التفاعل مع البشر

### صيد الحيتان

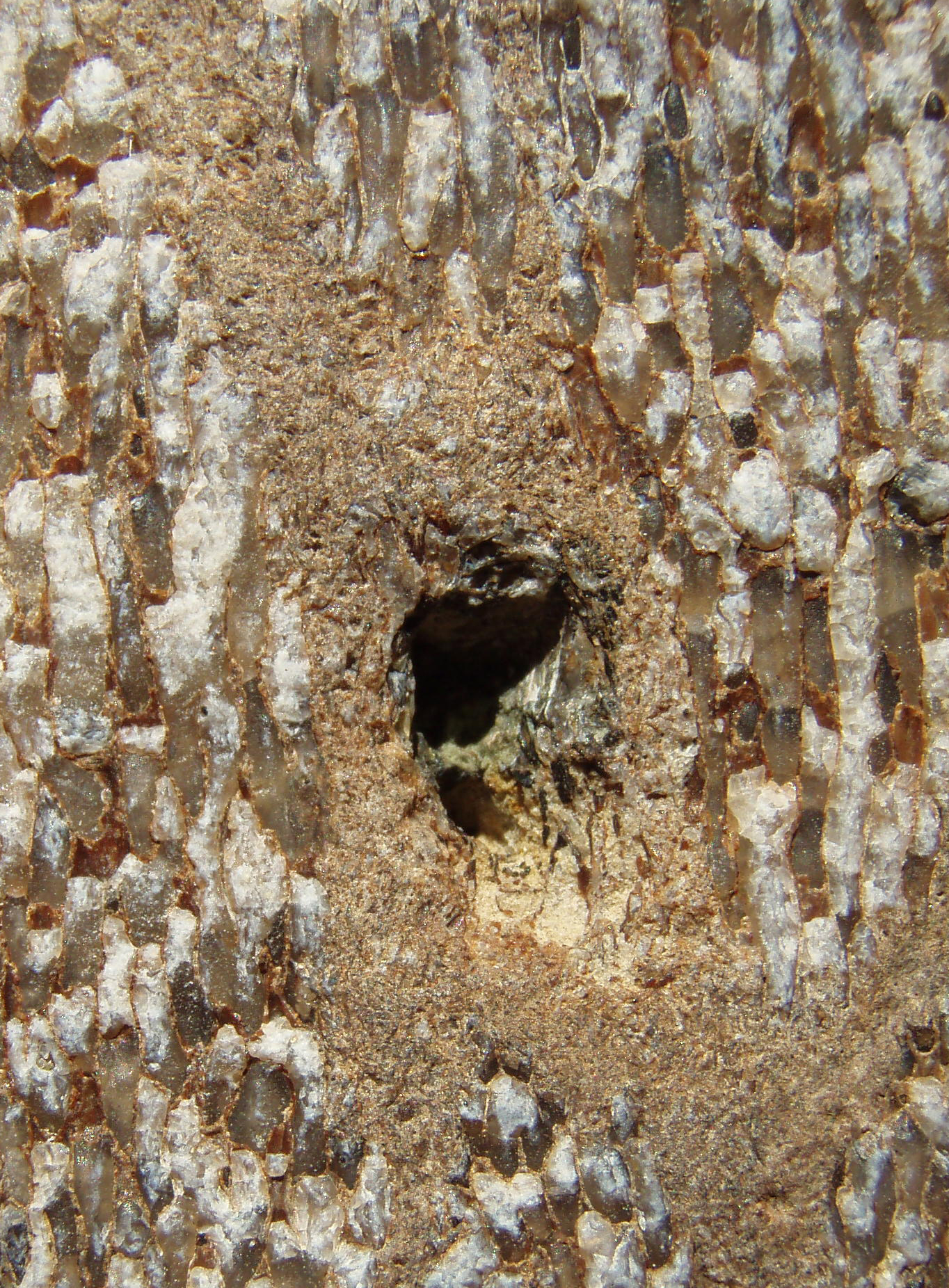
مستحاثة عظمة حوت عثر عليها في شاطئ كاليفورنيا.

اللجنة الدولية لصيد الحيتان
المظلل بالأزرق: أعضاء
غير المُظلل بالأزرق: دول ليست أعضاء.

عدد الحيتان الزرقاء حول العالم

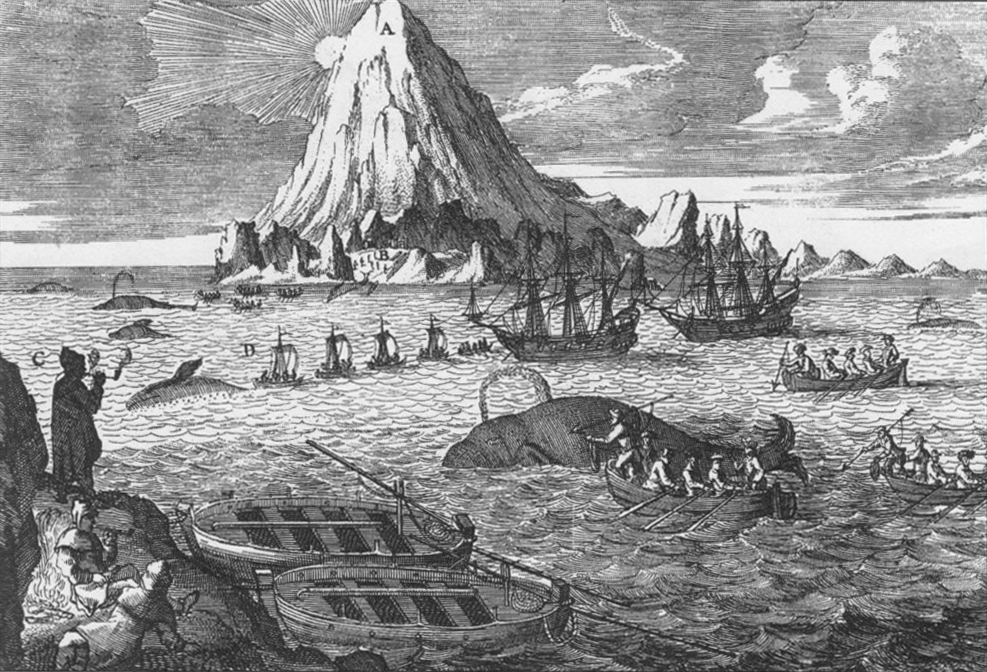
رسم من القرن الثامن عشر لصيادين هولنديين يصطادون حوت مقوس الرأس

يرجع تاريخ صيد الحيتان عند البشر إلى العصر الحجري. استعمل صائدو الحيتان القُدامى أداة الحربون ليوجهوا الضربات الطاعنة للحيوانات كبيرة الحجم من قواربهم في البحار. مارست أقوام النرويج واليابان صيد الحيتان منذ حوالي عام 2000 ق. م. واصطادت الشعوب الأصلية الحيتان في أغلب الأحيان للحمها وشحمها، واستعملوا البلين في التسقيف أو صناعة السِلال، وصنعوا الأدوات والأقنعة من عظام الحيتان. اصطاد شعب الإنويت الحيتان في المحيط المتجمد الشمالي. يعود تاريخ ممارسة صيد الحيتان عند الباسكيون للقرن الحادي عشر ميلادي، وأبحروا خلال القرن السادس عشر باحثين عن الحيتان الحقيقية حتى بلغوا جزيرة نيوفندلاند في أمريكا الشمالية.
تُصاد الحيتان لاستخراج الزيت الموجود في كبدها لصناعة مواد التجميل.

### تهديدات أخرى
يمكن أن يهدد البشر الحيتان أيضًا بشكل غير مباشر. يتم صيدها بشكل غير مقصود في شباك صيد المصايد التجارية فيما يُعرف الصيد العرضي وخطافات صيد السنونو عن طريق الخطأ. تعتبر الشباك الخيشومية وشباك السين من أهم أسباب وفيات الحيتان والثدييات البحرية الأخرى. تشمل تلك الأنواع المُهدّدة عادةً الحيتان المنقارية. كما تتأثر الحيتان من التلوث البحري الذي يتسبب في تراكم مستويات عالية من المواد الكيميائية العضوية في هذه الحيوانات لتصنيفها في أعلى السلسلة الغذائية. تمتلك الحيتان المسننة مخزون كبير من الشحوم بنسبة أكبر من الحيتان البالينية لذا تُصنّف فوقها في أعلى السلسلة الغذائية. كما يمكن للأمهات المرضعات تمرير السموم لصغارها. يمكن أن تسبب هذه الملوثات سرطان الجهاز الهضمي وزيادة خطر التعرض للأمراض المعدية. كما يمكن أيضًا أن تتسمم الحيتان عن طريق بلع القمامة، مثل الأكياس البلاستيكية. يؤذي السونار العسكري المتقدم الحيتان، إذ يتداخل السونار مع الوظائف الحيوية الأساسية للحيتان - مثل التغذية والتزاوج - من خلال التأثير على قدرتها للرصد بالصدى. تسبح الحيتان ردًا على موجات السونار، وفي بعض الأحيان تعاني من مرض تخفيف الضغط بسبب التغيرات السريعة في العمق. تتسبب عمليات السونار في حدوث تمزقات ضخمة، مما يؤدي إلى الإصابة أو الوفاة.

### حماية الحيتان
انخفض صيد الحيتان بشكل كبير بعد عام 1946، عندما استجابت اللجنة الدولية لصيد الحيتان ردًا على الانخفاض الحاد في أعدادها، وفرضت حظرًا على الصيد في كل البلدان. واعتبارًا من عام 2015، يُسمح لمجتمعات السكان الأصليين بأخذ 280 من الحيتان مقوسة الرأس قبالة سواحل ألاسكا واثنتين من الساحل الغربي لغرينلاند، و620 حوتًا رماديًا قبالة ولاية واشنطن، وثلاث من حيتان المنك شائعة قبالة الساحل الشرقي لغرينلاند، و178 على الساحل الغربي، و10 من الحيتان الزعنفية من الساحل الغربي لغرينلاند، وتسعة حيتان حدباء من الساحل الغربي لغرينلاند و 20 من سانت فنسنت وجزر غرينادين كل عام. انتعشت عدة أنواع استُغلت تجاريًا، فعلى سبيل المثال، ازدادت الحيتان الرمادية كما كانت قبل الصيد، ولكن انقرضت حيتان منطقة شمال الأطلسي الوظيفية بشكل وظيفي. وعلى العكس، اختفى الحوت الصائب الجنوبي من شمال الأطلنطي ولم يبقى إلا في أجزاء صغيرة على طول ساحل كندا، وغرينلاند، ويُعتبر منقرضًا بشكل وظيفي على طول الساحل الأوروبي.
وقد عينت اللجنة الدولية لصيد الحيتان اثنين من محميات الحيتان: محمية حوت المحيط الجنوبي، ومحمية حوت المحيط الهندي. تمتد محمية حوت المحيط الجنوبي 30606060 كيلومتر مربع (11.799.610 ميل مربع) لأطراف القارة القطبية الجنوبية. وتشمل محمية الحيتان في المحيط الهندي على جميع المحيط الهندي جنوب 55 درجة جنوبًا. اللجنة الدولية لصيد الحيتان هي منظمة طوعية، يجوز لأي دولة مغادرتها كما تشاء، ولا تستطيع اللجنة إلزام الدول بأي قانون تقوم به.
اعتبارًا من عام 2013، أقر الاتحاد الدولي لحفظ الطبيعة أن 40 نوعًا من أصل 86 نوع من الحيتانيات، تعتبر حييتان. اعتُبر أن هناك ستة من تلك الأنواع الأربعيم في خطر، حيث تُصنّف كأنواع مهددة بخطر انقراض أقصى كالحوت الجنوبي شمال المحيط الأطلسي، وأنواع مهددة بالانقراض مثل الحوت الأزرق والحوت الزعنفي، الحوت الجنوبي شمال المحيط الهادئ، وأنواع مهددة بخطر انقراض أدنى مثل حوت العنبر. يُصنّف واحد وعشرون نوعًا كأنواع ناقصة البيانات. تُعرّض الأنواع التي تعيش في المناطق القطبية لآثار تغير المناخ الحالي والمستمر، ولا سيما الوقت الذي يتشكل فيه الجليد ويذوب.

## اقرأ أيضا
- سقوط الحوت